# 피비 르게르
피비 르게르(Phoebe Legere, 1963년 ~ )는 미국의 화가, 작곡가, 배우, 싱어송라이터, 연극 배우, 텔레비전 배우, 영화배우이다.

## 영화
- 킹 뉴욕 (1990년)
- 톡식 어벤저 3 (1989년)
- 톡식 어벤저 2 (1989년)